# 2772 Dugan
2772 Dugan è un asteroide della fascia principale. Scoperto nel 1979, presenta un'orbita caratterizzata da un semiasse maggiore pari a 2,3136572 UA e da un'eccentricità di 0,2052752, inclinata di 9,79477° rispetto all'eclittica.
L'asteroide è dedicato all'astronomo statunitense Raymond Smith Dugan.